# Laetitia Pansanel-Garric
Laetitia Pansanel-Garric est une compositrice française, notamment de musique de films et de documentaires.

## Biographie
Lors du festival de cinéma Les Arcs Film Festival, elle reçoit en 2022 le prix de la « révélation de la compositrice de musique de film » pour la bande originale du long métrage Le Serment de Pamfir. Elle est aussi la réalisatrice de la musique du documentaire À pleines dents !, ainsi que de courts métrages comme A Point d'Aurélie Marpeaux ou Le Don de Chloé Dumond et Ananda Henry-Biabaud, qui a notamment reçu le prix de la meilleure musique originale lors du Festival International Prisma à Rome. En 2024, elle signe la bande originale du film fantastique espagnol L'home dels nassos. En 2025, elle compose la musique du long métrage d'animation Hola Frida.
Parallèlement à ses activités de compositrice, elle participe notamment à des tables rondes comme au Festival Sœurs Jumelles de Rochefort. En 2024, elle dirige notamment un colloque international autour de la musique du compositeur de musique de film Maurice Jarre.